# Томаиса Орсини
Томаида Комнин Ангелина Палеологина (грч. Θωμαΐς Κομνηνή Αγγελίνα Παλαιολογίνα, с.1330 - ?), византијска племкиња, супруга српског цара и владара Епира и Тесалије Симеона Уроша Немањића.

## Младост
Томаида Орсини Комнин Анђел рођена је раних 1330-их. Свог оца Јована II Орсинија, деспота Епира и гроф Кефалоније је изгубила 1335. године када га је наводно отровала супруга, деспина Ана Палеологина, потомак владајуће династије Палеолог у Византијском царству. После смрти деспота  Јована II, његова жена деспина Ана је постала намесница Епирске деспотовине у име Томаидиног брата деспота Нићифора II.
Убрзо је међутим, 1338. године, Орсинијеве из Епира протерао византијски цар Андроник III Палеолог и Епир припојио Византијском царству. Ипак, током разорног византијског грађанског рата који је уследио након смрти цара Андроника III 1341. године, већина преосталих византијских територија, укључујући Епир и Тесалију, пала је у руке српског владара краља Стефана Душана, који је 1346. основао Српско царство. Године 1348. цар Стефан Душан Силни је свог млађег полубрата, полугрка деспота Симеона Уроша Палеолога, поставио за управника Акарнаније и јужних делова Епира.

## Удаја за Симеона Уроша
Да би учврстио свој положај код локалног становништва, Симеон је одлучио да се ожени Томаидом, која је била потомак некадашње владајуће епирске лозе. Заједно су имали троје деце: Јована Уроша, који је наследио Тесалију, Стефана Уроша, намесника Фарсале, и Марију, која се удала за деспота Тому II Прељубовића, који је такође владао Епиром.
У међувремену, Томаидин свргнути брат деспот Нићифор II живео је у Константинопољу где је подржао цара Јована VI Кантакузина у грађанском рату против цара Јована V Палеолога. Деспот Нићифор II је добио угледне титуле, прво панхиперсеваст а потом деспот и оженио се у лето 1342. Кантакузиновом ћерком Маријом. Добио је на  управу Аинос и Хелеспонт између 1351. и 1355. године.
Деспот Симеон је 1355. године, подигао устанак против цара Стефана Душана Силног Немањића, али је у децембру исте године цар Стефан Душан Немањић умро. Деспот Симеон је постао веродостојни претендент на упражњени престо Српског царства, будући да је постојао обичај да су браћа могла да се наслеђују, а не увек синови. Међутим, цар Стефан Душан је већ крунисао свог сина цара Стефана Уроша Немањића за наследника. Да ствар буде гора, деспот Нићифор II је исте године збацио ћесара Григорија Прељуба, Душановог намесника у Тесалији, задобио подршку локалног становништва и убрзо претендовао да поврати престо својих предака и у Епиру. Године 1356. деспот Нићифор II је ушао у Епир и приморао деспота Симеона да побегне из Акарнаније у Костур (Касторију), једно од својих упоришта.
Упркос овом неуспеху, деспот Симеон се прогласио за цара Срба и Грка у Костуру (Касторији) уместо свог младог синовца у Србији. Цар Симеон је покренуо поход на заузимање централног дела српске државе, али је српско племство на сабору одржаном у Скопљу 1357. године, решило да подржи цара Стефана Уроша V, у складу са Душановом вољом. Цару Симеону Урошу је успех избегао и на терену: у лето 1358. године, напредовао је ка Зети, али је заустављен код Скадра, где су његову војску од 5000 људи поразили српски племићи. Цар Симеон Немањић се вратио у Костур и више никада није покушао да нападне Србију.
Иако понекад слаб, цар Симеон Урош Немањић је ипак био у могућности да прошири своју контролу над великим делом јужних делова Српског царства, поставивши се за владара већег дела западне Македоније. Након напада албанских племена и смрти деспота Нићифора II у бици код Ахелоја 1359. године, цар Симеон Урош VI је брзо могао да поново успостави своју власт над разним властодршцима Тесалије и Епира и  изабере Трикалу у Тесалији за своју нову престоницу у којој је успоставио церемонијал као на византијском двору.
Најкасније 1366. године, (или можда већ 1359/1360) цар Симеон Урош VI Немањић је прогласио свог најстаријег сина Јована за савладара. Цар Симеон је умро између 1369. и 1371. године. Датум Томаидине смрти није познат.